# پیمان آستانه منع آزمایش هسته‌ای
پیمان محدودیت در آزمایش زیرزمینی سلاح‌های هسته‌ای که به پیمان منع آستانه آزمایش هسته‌ای نیز شناخته می‌شود در جولای ۱۹۷۴ بین آمریکا و اتحاد جماهیر سوسیالیستی شوروی به امضا رسید. هدف این پیمان، ایجاد یک "آستانه" برای انجام آزمایش‌های هسته‌ای با حداکثر ۱۵۰ کیلوتن (معادل ۱۵۰،۰۰۰ تن) تری‌نیتروتولوئن است.
این آستانه، از دید نظامی، محدوده‌ای مهم است. زیرا امکان آزمایش جنگ‌افزار هسته‌ای جدید یا موجود با توان فراتر از مقدار کمی بیشتر از ۱ مگاتن را غیرممکن می‌کند. در دهه ۱۹۶۰، بسیاری از آزمایش‌ها با توان انفجاری بالاتر از ۱۵۰ کیلوتن توسط هر دو کشور انجام شدند. خویشتن داری متقابل اعمال شده توسط این پیمان، باعث کاهش نیروی انفجاری کلاهک‌های هسته‌ای و بمب‌های جدید شد که در سیستم‌های نظامی آزمایش می‌شدند. اهمیت ویژه آن، رابطه بین قدرت انفجاری قابل اعتنا، کلاهک‌های تست شده و احتمال اولین حمله بود. در جولای ۱۹۷۴ دو طرف بر شرایط عملی پیمان منع آستانه آزمایش هسته‌ای در طول اجلاس سران در مسکو  به توافق رسیدند.

## مفاد
این پیمان دارای یک پروتکل است که بر اساس آن، اطلاعات فنی دقیق، مبادله می‌شوند و آزمایش سلاح‌ها را محدود به سایت‌های آزمون تعیین شده خاص برای کمک به تأیید انطباق فعالیت‌ها با مفاد پیمان می‌کند. داده‌های مبادله شده شامل مختصات جغرافیایی و ویژگی‌های زمین‌شناسی مناطق مورد آزمایش هستند. داده‌های زمین‌شناسی: تراکم سنگ‌های سازند، اشباع آب و عمق آب می‌شوند که برای تأیید بازدهی آزمایش مفید هستند. زیرا شدت سیگنال‌های لرزه‌ای تولید شده توسط یک انفجار هسته‌ای زیرزمینی به این عوامل، وابسته هستند. پس از یک آزمایش واقعی، مختصات جغرافیایی محل آزمایش در اختیار دیگر اعضا قرار می‌گیرد تا از آن برای تعیین شرایط مناسب زمین‌شناسی و در نتیجه، ارزیابی عملکرد انفجار استفاده شود.
این پیمان همچنین تصریح می‌کند که برای کالیبراسیون، داده‌های تعداد معینی از آزمایش‌ها باید مبادله شوند. با تعیین همبستگی و وابستگی بین بازده بدست آمده در سایت‌های مشخص شده و سیگنال‌های لرزه‌ای تولید شده، این مبادله، بازدهی ارزیابی شده اولیه توسط دستگاه‌های اندازه‌گیری لرزه‌نگاری هر دو عضو را بهبود می‌دهد. آزمایش‌های مورد استفاده برای کالیبراسیون ممکن است پیش یا پس از آزمایش اصلی انجام شوند.
توافق به تبادل جزئیات داده‌های شرح داده شده در بالا توسط دو قدرت هسته‌ای بزرگ در تلاش برای کنترل سلاح‌های هسته‌ای به درجه قابل توجهی از همکاری مستقیم نیاز داشت. برای اولین بار، هر یک از طرفین موافقت خود را به اجازه دسترسی طرف دیگر به داده‌های خود در ارتباط با برنامه آزمایش سلاح‌های هسته‌ای خود اعلام کردند.

## مسائل فنی
مشکلات فنی در ارتباط با تعیین آستانه عملکرد برای طرفین در بهار ۱۹۷۴ مطرح شد. در این زمینه، شوروی به نگرانی در مورد برخی سوء تفاهم‌های ناخواسته، جزئی و پیش‌بینی نشده اشاره کرد. در پاییز ۱۹۷۴ و در بهار ۱۹۷۶ بحث در مورد این سوء تفاهم‌ها آغاز شد. شوروی توسط آمریکا مطلع شد که تفاهم بدست آمده، به عنوان یک ثبت عمومی، باید در مجلس سنای ایالات متحده آمریکا مورد بحث قرار گرفته و تصویب شود. متن تفاهم به این شرح است:
هر دو طرف تمام تلاش خود را برای پیروی کامل از تمام مفاد پیمان منع آستانه آزمایش هسته‌ای انجام می‌دهند. با این حال، عدم قطعیت فنی در ارتباط با پیش‌بینی عملکرد دقیق آزمایش سلاح‌های هسته‌ای وجود دارد. این عدم قطعیت ممکن است باعث نقض ناخواسته یا اندک آستانه ۱۵۰ کیلوتنی شود. بنابراین، دو طرف در مورد این مشکل بحث و توافق کردند که:
1. یک یا دو نقض ناخواسته یا اندک در هر سال به عنوان نقض کل پیمان در نظر گرفته نمی‌شود.
2. چنین نقض تعهدهایی دلیلی برای نگرانی هستند، بنابراین در صورت درخواست طرف مقابل، در مورد این موضوع، بحث خواهد شد.